# Florabach
| Zuläufe und Bauwerke \| Florabach \| Florabach \| Florabach \| \| ----------- \| --------- \| --------- \| \| Legende \| \| \| \| Wuppertal \| \| Wuppertal \| \| Quellzulauf \| \| \| \| \| \| \| \| \| \| \| \| \| \| \| \| Eschenbeek \| \| \| |  |           |
| Florabach |  |           |
| Legende |  |           |
| Wuppertal |  | Wuppertal |
| Quellzulauf |  |           |
| |  |           |
| |  |           |
| |  |           |
| Eschenbeek |  |           |

Der Florabach ist ein 0,623 Kilometer langer Bach im Wuppertaler Stadtbezirk Uellendahl-Katernberg und ein linker Zufluss des Eschenbeeks.

## Topografie
Der Bach entspringt auf rund 252 Metern Höhe über NN auf den Wuppertaler Nordhöhen am Wilhelm-Raabe-Weg, einer Seitenstraße der Hainstraße, rund 400 Meter östlich einer früheren Gärtnerei in einem Buchenwald.
Der Bach fließt in einem naturnahen Verlauf in südlicher Richtung in einem Kerbtal an einer Siedlung mit floralen Straßennamen (Asternstraße, Dahlienweg und Fliederstraße) vorbei, bis er nach rund 490 Meter nach der Quelle verrohrt für eine Strecke von rund 50 Meter die Florastraße unterquert. Nach der Verrohrung mündet er nach einer kurzen Strecke in rund 200 Metern Höhe über NN in den Eschenbeek.